# Mzdowo
Mzdowo (deutsch Misdow) ist ein Dorf in der Landgemeinde Kępice (Hammermühle) im Powiat Słupski (Powiat Stolp) der polnischen Woiwodschaft Pommern.

## Geographische Lage
Die Ortschaft liegt in Hinterpommern, etwa 22 Kilometer nordnordwestlich von Miastko (Rummelsburg i. Pom.), 22 Kilometer südsüdöstlich von Sławno (Schlawe), elf Kilometer südwestlich des Dorfs Kępice (Hammermühle) und sechs Kilometer nordwestlich des Dorfs Przytocko  (Pritzig).

## Geschichte

Misdow B, nordnordwestlich von Rummelsburg und südlich des Dorfs Wendisch Puddiger sowie südsüdwestlich des Dorfs Wussow, auf einer Landkarte von 1915

Das Gut Misdow befand sich ehemals als Lehen im Besitz eines Zweigs der Familie von Lettow. Im 16. Jahrhundert besaß es Georg von Lettow († vor 1601). Nachdem Anton Heinrich von Lettow das Gut für einen befristeten Zeitraum dem Oberstlieutenant von Lonicer überlassen hatte und es an dessen Erben gekommen war, wurde das Gut am 14. Juli 1736 von dem Hofgerichtsrat und späteren Landrat Felix Otto von Kameke aufgekauft, der es seinen Söhnen hinterließ, die es 1782 in Besitz hatten.  In der Vasallen-Tabelle von 1804 wird der 56 Jahre alte Otto Maximilian von Kameke, Lieutenant a. D., als Besitzer von Misdow B genannt.
Um 1856 befand sich das Lehen Misdow im Besitz des Albert von Ḱameke auf Thunow, Oberlandesgerichtsrat a. D., der laut Vasallen-Tabelle sich auch noch am 1. Januar 1862 im Besitz des Lehens Misdow befand, das er geerbt hatte.
Gemäß dem Gesetz vom 8. Februar 1878 für die Königl. Preußischen Staaten wurden in der Provinz Pommern am 28. März 1878 die Gutsbezirke Beßwitz, Techlipp, Varzin, Wussow, Misdow B und Wendisch Puddiger mit dem Vorwerk Misdow A sowie die Landgemeinden Beßwitz, Varzin, Wussow und Wendisch Puddiger vom Kreis Schlawe abgetrennt und mit dem Kreis Rummelsburg vereinigt.
Im Jahr 1884 befand sich das Rittergut Misdow B mit Branntweinbrennerei, Mahl- und Schneidemühle sowie Ziegelei im Besitz von W. Schultz. 1892 besaß es der preußische Generalleutnant Alexander von Kameke (1825–1892) auf Ganzkow und nach dessen Ableben seine Witwe.
Am 1. Dezember 1913 wurden auf dem 493 Hektar umfassenden Rittergut Misdow B 24 viehhaltende Haushaltungen gezählt.
Am 1. April 1927 hatte das Gut Misdow B eine Flächengröße von 493 Hektar, und am 16. Juni 1925 hatte der Gutsbezirk 143 Einwohner. Zu den gleichen Zeiten hatten der Gutsbezirk Rochow eine Flächengröße von 619 Hektar und 145 Einwohner sowie der Gutsbezirk Wendisch Puddiger im Amtsbezirk Varzin eine Flächengröße von 2498 Hektar und 538 Einwohner. Am 30. September 1928 wurden die Gutsbezirke Misdow B und Rochow sowie ein Teil des Gutsbezirks Wendisch Puddiger im Amtsbezirk Varzin zur Landgemeinde Misdow zusammengeschlossen.
Anfang der 1930er Jahre hatte die Landgemeinde Misdow eine Flächengröße von 23,5 km². Innerhalb der Gemeindegrenzen standen zusammen 54 bewohnte Wohnhäuser an zehn verschiedenen Wohnorten:
1. Charlottenthal
2. Eichhof
3. Felixhof
4. Gut Misdow A
5. Gut Misdow B
6. Höfchen
7. Misdow A Hütte
8. Misdow
9. Rochow
10. Steinhof

Die Landgemeinde Misdow gehörte im Jahr 1945 zum Landkreis Rummelsburg im Regierungsbezirk Köslin der preußischen Provinz Pommern des Deutschen Reichs und war dem Amtsbezirk zugeordnet. Das Standesamt befand sich in Pritzig.
Gegen Ende des Zweiten Weltkriegs wurde Misdow Anfang März 1945 von der Roten Armee besetzt. Danach wurde Misdow zusammen mit ganz Hinterpommern von der Sowjetunion der Volksrepublik Polen zur Verwaltung überlassen. In der Folgezeit wurde die einheimische Bevölkerung  von der polnischen Administration aus Misdow vertrieben. Der Ortsname Misdow wurde zu „Mzdowo“ polonisiert.
Das Dorf bildet heute einen Teil der Landgemeinde Kępice im Powiat Słupski.

### Demographie
| Jahr | Einwohner | Anmerkungen |
| ---- | --------- | --- |
| 1782 | –         | adliges Vorwerk mit einer Schäferei und vier neuen Bauernhöfen, auf der Pritzigschen Feldmark gelegen und zu Pritzig in der Schlaweschen Synode eingepfarrt |
| 1818 | 61        | Dorf, adlige Besitzung, zum Kirchspiel Pritzig gehörig; nach anderen Angaben 44 Einwohner                                                                   |
| 1852 | 154       | Misdow A und B, Dorf |
| 1864 | 170       | am 3. Dezember, Gutsbezirk, mit einem Flächeninhalt von 1986,39 Morgen                                                                                      |
| 1867 | 138       | am 3. Dezember, Gutsbezirk Misdow B |
| 1871 | 149       | am 1. Dezember, Gutsbezirk Misdow B, sämtlich Evangelische                                                                                                  |
| 1885 | 146       | am 1. Dezember, Gutsbezirk Misdow B, mit einem Flächeninhalt von 493 Hektar, 162 Evangelische und vier Katholiken                                           |
| 1895 | 140       | am 2. Dezember, Gutsbezirk Misdow B, mit einem Flächeninhalt von 493,0 Hektar, sämtlich Evangelische                                                        |
| 1010 | 162       | am 1. Dezember, Gutsbezirk Misdow B |
| 1925 | 582       | darunter 561 Evangelische und 17 Katholiken |
| 1933 | 623       | [ 24 ] |
| 1939 | 631       | [ 24 ] |

## Kirche

### Kirchspiel bis 1945
Die vor 1945 in Misdow anwesenden Dorfbewohner waren größtenteils evangelischer Konfession. Die evangelischen Einwohner gehörten zum evangelischen Kirchspiel Pritzig im Kirchenkreis Schlawe in der Kirchenprovinz Pommern der Evangelischen Kirche der Altpreußischen Union.
Ds katholische Kirchspiel war in Rummelsburg i. Pom.

### Kirchspiel seit 1946
Die seit 1945 und Vertreibung der Einheimischen hier lebende polnische Dorfbevölkerung ist größtenteils römisch-katholisch und gehört der Römisch-katholischen Kirche in Polen an.
Die wenigen hier lebenden evangelischen Kirchenglieder werden von der Evangelisch-Augsburgischen Kirche in Polen betreut. Das zuständige Pfarramt ist das der Kreuzkirche in Słupsk (Stolp).

## Persönlichkeiten
- Alexander von Kameke (1825–1892), preußischer Generalleutnant, befand sich am Lebensende im Besitz des Ritterguts Misdow B